# Gerardus Sizoo
Gerardus Johannes Sizoo (8 de novembro de 1900 – 4 de janeiro de 1994) foi um físico neerlandês, o primeiro professor de física da Universidade Livre de Amsterdã. É notável pelo estabelecimento e desenvolvimento do Laboratório de Física Aplicada em 1930  pelo estabelecimento da Faculdade de Matemática e Física da Universidade Livre de Amsterdã.

## Formação
Suas pesquisas de doutorado exploraram o fenômeno da supercondutividade na Universidade de Leiden, seguindo a liderança de Heike Kamerlingh Onnes e Wander Johannes de Haas. Completou o doutorado em 1926, com a tese Onderzoekingen over den suprageleidenden toestand van metalen, orientado por Wander Johannes de Haas.

## Carreira
Já em 1929 foi decidido que Sizoo atuaria como professor na recém-criada Faculdade de Matemática e Física. Apesar da pouca idade, foi o único candidato que atendeu aos requisitos científicos, as crenças corretas e concordou com a tarefa. Sizoo promoveu o campo emergente da radioatividade, em parte porque não havia outros laboratórios na Holanda explorando esta área em profundidade. Sua própria pesquisa se concentrou em substâncias radioativas naturais .
Sizoo enfrentou uma difícil relação entre a religião reformada e a ciência, na década de 1930, escrevendo diversas publicações sobre esse relacionamento. Em 1943 a Universidade Livre de Amsterdã fechou suas portas, e o trabalho científico na época seguinte foi muito mais difícil, apesar dos esforços de Sizoo para manter o equipamento de laboratório longe das mãos dos ocupantes alemães.
Pouco depois de 1945 Sizoo foi um dos iniciadores da criação da Stichting voor Fundamenteel Onderzoek der Materie (Fundação para a Pesquisa Fundamental da Matéria). Além disso, ocupou vários cargos em institutos e comitês científicos. Em 1965, aos 65 anos de idade, Sizoo tornou-se professor emérito e continuou escrevendo sobre física, a relação entre fé e ciência e a importância da ciência para a fundação cristã da Universidade Livre de Amsterdã.